# Telsy
Telsy S.p.A. (precedentemente Telsy Elettronica e Telecomunicazioni S.p.A.) è un'azienda italiana interamente controllata da TIM S.p.A., specializzata nella creazione di prodotti per la messa in sicurezza di informazioni e comunicazioni.
L'azienda nasce nel 1971 e, insieme a Sparkle, è sottoposta alla normativa Golden Power, “in qualità di società titolare delle attività di rilevanza strategica per la difesa e la sicurezza nazionale”.

## Storia
L'azienda viene fondata nel 1971 dall'Ingegnere Emilio Martelli, investito nel 1991 del titolo di Cavaliere del Lavoro dalla Repubblica Italiana dal Presidente Francesco Cossiga.
Telsy ha presentato il suo primo prodotto per la sicurezza nel 1971: si trattava di un codificatore basato sull'inversione di banda destinato all'impiego su radio mobili. Un anno più tardi entrava sul mercato il primo sistema di codifica per impieghi telefonici, completamente duplex, basato su un principio di cifratura inedito per l'epoca.
Gli anni '70 portano alla realizzazione di prodotti come i Radiocoder, Speech Processor, TSD1001, Telecoder. Tali apparati seppur realizzati in piccole quantità, hanno consentito all'azienda di finanziare la ricerca per la progettazione di altri apparati di nuova generazione.
La prima famiglia di prodotti è composta da tre apparati: TDS550 (stazione base), TDS500 (apparato veicolare) e TDS520 (monofono per radio portatili). Questa famiglia di prodotti utilizza la tecnica del “time division” suddividendo il segnale vocale in tanti spezzoni di pochi millisecondi e mischiandoli. In tal modo la comunicazione diventa inintelligibile e per ricostruirla si deve essere in possesso “l'algoritmo” che mischia i frammenti. Questa famiglia di prodotti è stata utilizzata dalle forze di polizia fino ai primi anni '90.
La seconda famiglia di prodotti realizzata negli anni ‘80 è composta da tre apparati: TDS2004 (apparato da ufficio), TDS2004M (apparato per mezzi mobili) e SP-1396 (apparato avionico). Basata sullo stesso principio della famiglia precedente impiegava un algoritmo irrobustito e verificabile matematicamente che ha consentito di poter utilizzare questi prodotti per comunicazioni militari.
Nello stesso periodo Telsy realizzò un altro apparato denominato STS che consentiva la protezione di comunicazioni telefoniche sempre con tecniche “time division” che superò le verifiche di sicurezza e fu impiegato per proteggere le comunicazioni più sensibili delle istituzioni e delle forze dell'ordine. A fianco degli apparati per la protezione della voce, negli anni ‘80 Telsy sviluppò un apparato per trasmissione dati: la KD100. Questo apparato consentì la protezione delle comunicazioni FAX di tutte le istituzioni nazionali fino a pochi anni fa.

Negli anni '90 vengono realizzate famiglie di apparati per la protezione delle comunicazioni voce telefoniche e radiomobile ETACS (CRYPTOPHONE 7000 e CRYPTOPHONE 7900 rispettivamente), per la protezione dati (X.25 e IP) e i sistemi di gestione e distribuzione centralizzata delle chiavi che consentirono di ridurre i costi di esercizio delle reti crypto. Infatti, sia negli anni '70 sia negli anni '80 i codici necessari per le comunicazioni in cifra venivano distribuiti con corrieri. I centri di gestione e distribuzione delle chiavi consentirono un grande risparmio nell'impiego di personale grazie alla distribuzione telematica dei codici. Alla fine dell'ultimo decennio dello scorso millennio, la STET, Holding nazionale dell'IRI, entra a far parte del capitale aziendale.

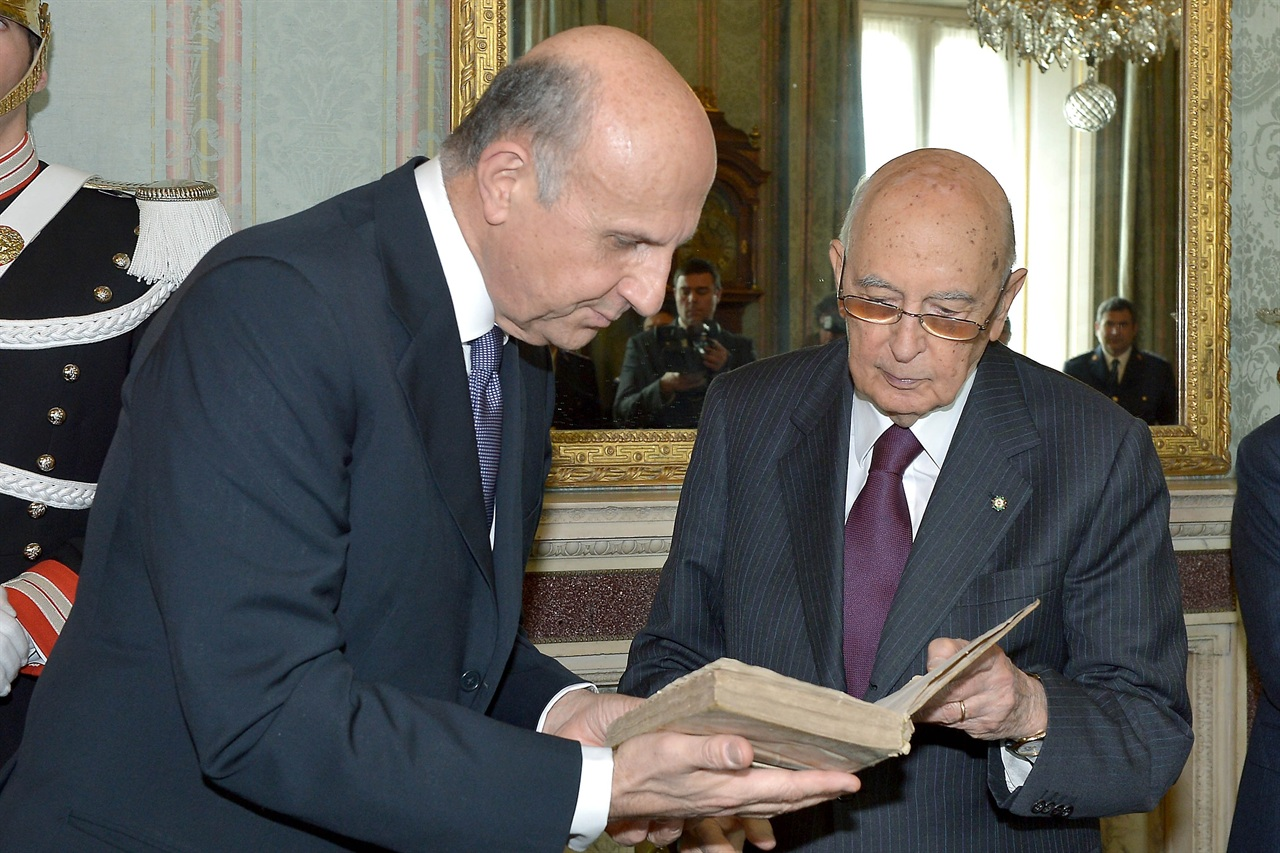
Alessandro Pansa - Amministratore Delegato di Telsy (2020-2021)

All'inizio degli anni 2000, sotto la guida di Paolo Rossini, viene introdotta la prima linea di terminali telefonici VoIP sicuri e Telsy diventa parte del Gruppo Telecom Italia. Nel periodo dal 2012 al 2018, successivamente alla breve leadership del Generale Augusto De Pistoia, sotto la gestione del CEO Giannantonio Montorselli Telsy è la prima industria in Italia ad aver sviluppato e certificato una linea di prodotti non CCI, ovvero utilizzabili tutti i giorni senza conseguenze in caso di smarrimento. Sempre in questo periodo l'Azienda sviluppa e certifica le componenti di un sistema di cybersecurity.
Nel 2017 Telsy viene sottoposta alla normativa Golden Power. Nel 2018 Emanuele Spoto diventa amministratore delegato dell'azienda. Nel 2019, Telsy viene premiata tra le “100 eccellenze Italiane” e, poco dopo, nel dicembre del 2020, il Prefetto Alessandro Pansa è nominato nuovo amministratore delegato dell'azienda. Dall'aprile del 2021, è Eugenio Santagata a ricoprire l'incarico di amministratore delegato dell'azienda, guidando l'azienda verso l'apertura al mercato civile.
Sempre nel 2021, Telsy perfeziona il suo ingresso nel capitale sociale di QTI Srl, azienda italiana specializzata nella realizzazione di tecnologie per la quantum communication, in particolare nella Quantum Key Distribution (QKD, o "Distribuzione a Chiave Quantistica"), un metodo a livello della fisica quantistica che consente una distribuzione sicura di chiavi crittografiche casuali tra utenti remoti.
Più recentemente, nel 2023 Telsy acquisisce TS-WAY, azienda italiana specializzata in servizi di cyber threat intelligence.
Oggi Telsy è presente nel settore della crittografia, della sicurezza informatica e delle comunicazioni sicure.